# Suvodanje
Suvodanje (cyr. Суводање) – wieś w Serbii, w okręgu kolubarskim, w mieście Valjevo. W 2011 roku liczyła 424 mieszkańców.